# Erich Venzmer
Erich Venzmer (* 22. Juli 1893 in Rostock; † 13. Mai 1975 in Mainz) war ein deutscher Landschaftsmaler, Lehrer und Kunsthistoriker.

## Leben
Der Sohn eines Zollbeamten erhielt schon während seiner Schulzeit (1899–1911) auf dem Ludwigsluster Realgymnasium ab 1908 in den Ferien privaten Malunterricht bei Franz Bunke in Schwaan. Auf Anraten Bunkes folgte, um die praktischen Grundlagen für die spätere künstlerische Tätigkeit zu erhalten, von 1911 bis 1914 eine Lehre als Dekorationsmaler in Rostock. Von 1914 bis 1918 war er als Sanitäter im Ersten Weltkrieg, ab 1919 bis 1921 folgte ein Studium mit einem Stipendium der Boldtschen Stiftung für mecklenburgische Künstler an der Kunstgewerbeschule Hamburg bei Arthur Illies und Julius Wohlers. 1921/22 war er an einer Fortbildungsschule in Aschersleben und 1922/23 besuchte er das Berufspädagogische Institut in Berlin mit dem Examen als Gewerbelehrer. 1923 heiratete Erich Venzmer und siedelte nach Schwerin über. Zwischen 1924 und 1945 war er Lehrer an der Gewerbeschule Schwerin, unterbrochen 1939/40 durch den Kriegsdienst als Sanitäter im Reservelazarett Schwerin. Er betätigte sich zudem künstlerisch und war in der Zeit des Nationalsozialismus Mitglied der Reichskammer der bildenden Künste, offenbar jedoch ohne sich politisch zu betätigen.
1945 wurde Venzmer als Oberregierungsrat Referent für Bildende Kunst und Museen in der mecklenburgischen Landesverwaltung. Er war Gründer und Leiter der Sektion Bildende Kunst im Kulturbund zur demokratischen Erneuerung Deutschlands in Mecklenburg und 1947 Mitglied der Museumskommission in Schwerin. Von 1948 bis 1958 war er Leiter der Gemäldegalerie des Staatlichen Museums Schwerin, ab 1952 auch dessen stellvertretender Direktor.
Erst nach seiner Pensionierung konnte er sich wieder seiner eigenen künstlerischen Tätigkeit widmen, es folgten längere Aufenthalte auf Usedom und dem Fischland. Erich Venzmer starb 1975 in Mainz während eines Familienbesuches bei seinem Sohn an Herzversagen.

## Werke

### Als Maler
- Warnowbrücke in Schwaan (1908/09); Katen mit Windflüchter (um 1919); Frühling (1925); Boddenlandschaft (um 1926/27); Der Arzt (1928); Abendstimmung am Lankower See (1928/29); Wintersonne (1930); Fischerboote am Saaler Bodden (1936); Wismarer Bucht mit Insel Poel (um 1936); Am Retgendorfer See (um 1938); Am Saaler Bodden (um 1940); Mondlandschaft Rügen (1949);[1]
- Sommerabend, Halme im Schnee, Winterlandschaft I und II, Rauhreif, Herbst (Aquarelle) (1945)[2]
- Wiendorf bei Schwaan (1921); Weite Landschaft (um 1930); Jüdischer Friedhof in Schwerin (1943/44).
- Der Arzt (1928)[3]
- Wintersonne (1930)[4]

„Seine stillen Landschaften sind bei aller Empfindsamkeit frei von Nebensächlichkeiten oder Staffagen und ganz auf Wesenhaftes reduziert. Einige reizvolle Stilleben ergänzen sein Schaffen. Während er dem Aquarell bis ins hohe Alter treu blieb, wendete er sich etwa 1955 von der Tafelmalerei ab und neuen Techniken zu. Es entstehen figurale Kompositionen aus Schwemmhölzern oder skurrilen Wurzelgebilden, reizvolle Mobiles, Collagen, darunter „Augenbilder“. Zahlreiche kleinformatige, abstrakte farbige Kompositionen veranschaulichen Venzmers unendlichen Vorrat an schöpferischen Bildideen.“

### Als Kunsthistoriker
- Mecklenburg und seine bildende Kunst. In: Bildende Kunst. 1949, ZDB-ID 214645-9
- Carl Malchin 1838–1923. Ein Maler der Heimat. Schwerin 1952
- Kunstmaler Karl Hennemann. In: Land und Leute. 1959, ZDB-ID 517442-9
- Vera Kopetz. Gemälde und Graphik. Kulturhistorisches Museum, Stralsund 1961
- Ahrenshoop. mit Hermann Glander und Gerhard Vetter (Fotos), Petermänken-Verlag, Schwerin 1963
- Jean-Baptiste Oudry. VEB Seemann, Leipzig 1967
- Ahrenshoop und die Halbinsel Darß an der Ostsee. In: Gerhard Wietek (Hrsg.) Deutsche Künstlerkolonien und Künstlerorte. Thiemig, München  1976, ISBN 3-521-04061-5.

## Ausstellungen
- 1925 „Schweriner Kunstvereinigung“
- 1927 „Vereinigung Rostocker Künstler“
- 1939 „Ausstellung zeitgenössischer Maler“ im Mecklenburgischen Landesmuseum Schwerin
- 1942 „Norddeutsche Aquarelle und Kleinplastik“, Ausstellung des Kunstvereins Hamburg
- 1945 „Jahresschau 1945 der Kunstschaffenden aus Mecklenburg-Vorpommern“, Landesmuseum Schwerin[2]
- 1963, 1973, 1983 und 1993 anlässlich der runden Geburtstage im Staatlichen Museum Schwerin
- 1995 im Ahrenshooper Kunstkaten